# Пјано Фонте (Козенца)
Пјано Фонте је насеље у Италији у округу Козенца, региону Калабрија.
Према процени из 2011. у насељу је живело 41 становника. Насеље се налази на надморској висини од 529 м.